# Tetaan
Tetaan is een bestuurslaag in het regentschap Lampung Selatan van de provincie Lampung, Indonesië. Tetaan telt 1680 inwoners (volkstelling 2010).